# Гадда, Катулло
Катулло Гадда (итал. Catullo Gadda; 23 марта 1881, Милан — неизвестно) — итальянский футболист, крайний защитник; тренер. Первый тренер в истории португальского «Порту».

## Достижения

### Командные
«Милан»
- Чемпион Италии (1): 1901.